# Кобе
Кобе (јап. 神戸市) град је у Јапану у префектури Хјого регији Кансај. Према попису становништва из 2021. у граду је живело 1.522.188 становника. Кобе је шести по величини град у Јапану. Основан је 201. године под именом Ōwada-no-tomari (јап. 大輪田泊).

## Становништво
Према подацима са пописа, у граду је 2005. године живело 1.525.389 становника.
| 1995.     | 2000.     | 2005.     |
| --------- | --------- | --------- |
| 1.423.792 | 1.493.398 | 1.525.389 |

## Спорт
Кобе има фудбалски клуб Висел Кобе.

## Галерија
- Скајмарк стадион (Зелени стадион у Кобеу)
- Поглед на Кобе из авиона
- Акаши-Каикио мост
- Центар Кобеа
- Торањ у луци
- Центар града по ноћи
- Штета нанесена великим Ханшин земљотресом
- Генијус галерија